# Aleksanteri Toivola
Aleksanteri Toivola   (Víborg, 4 de març de 1893 - Hèlsinki, 27 d'agost de 1987) va ser un lluitador finlandès, especialista en lluita grecoromana, que va competir durant la dècada de 1920.
El 1924 va prendre part en els Jocs Olímpics de París, on guanyà la medalla de plata en la competició del pes ploma del programa de lluita rere el seu compatriota Kalle Anttila. Quatre anys més tard, als Jocs d'Amsterdam, fou sisè en la competició del pes ploma del programa de lluita.
En la mateixa categoria del pes ploma de lluita grecoromana guanyà la medalla de plata al Campionat del Món de 1921, també rere Kalle Anttila. A nivell nacional no guanyà cap títol, sols la plata el 1922 i 1923.